# Presa El Muerto
La Presa El Muerto es una estructura hidráulica ubicada a 1700 metros al sureste de la comunidad de José María Morelos Buenavista, en el municipio de Tlaxco, en el estado de Tlaxcala, México. Esta presa representa un importante recurso hídrico para la región, proporcionando agua para diversos usos, incluyendo riego agrícola, abastecimiento urbano y actividades recreativas.

## Características y capacidad
La cuenca de captación es alimentada por los canales dc Tepeyehualco y Lagunillas. Los cuales son afluentes que únicamente aportan agua en la época de lluvias. Este cuerpo de agua está ubicado cerca de la comunidad de Buenavista, ocupando una posición dentro de una cuenca mayor de la Altiplanicie Mexicana en la parte oriental del estado. Tiene una elevación de 2540 msnm en un área de 63 hectáreas.
La presa toma su nombre del lugar donde fue erigida, conocido como El Muerto, debido a que durante su construcción se encontraron restos humanos en la zona posiblemente debido a entierros anteriores al establecimiento de la comunidad aledaña. Su construcción implicó la edificación de una cortina de contención, así como la realización de obras complementarias para garantizar su funcionamiento adecuado.

## Problemáticas
La Presa El Muerto enfrenta diversas problemáticas que afectan su funcionamiento y la calidad del agua que provee. En primer lugar, la escasez de lluvias ha provocado que la presa se seque parcial o completamente en varias ocasiones, como en 2021, lo que compromete su capacidad de almacenamiento. Además, la presa recibe aguas residuales de la comunidad de Buenavista y Tepeyahualco, lo que conlleva a la contaminación del agua almacenada y limita su uso para consumo humano, riego agrícola y actividades recreativas. La acumulación de sedimentos en el lecho de la presa, conocida como azolvamiento, reduce su capacidad de almacenamiento y disminuye su eficiencia durante temporadas de lluvia intensa. Por último, la falta de infraestructura adecuada compromete el funcionamiento y la seguridad de la presa, siendo necesario mejorar su mantenimiento y modernizar algunas de sus estructuras.
Estas problemáticas tienen diversas consecuencias que afectan tanto al entorno natural como a las comunidades que dependen de la presa. La escasez de agua para riego limita la capacidad de los agricultores para cultivar sus tierras, lo que puede resultar en pérdidas económicas y escasez de alimentos. La contaminación del agua y el azolvamiento afectan negativamente el ecosistema de la presa, provocando la disminución de la calidad del agua y la pérdida de hábitat para la flora y fauna locales. Además, la escasez de agua puede generar conflictos entre los usuarios de la presa, especialmente en tiempos de sequía, lo que puede resultar en tensiones y enfrentamientos entre comunidades, agricultores y autoridades locales.